# Fußballclub Bayer 05 Uerdingen 1992-1993
Questa voce raccoglie le informazioni riguardanti il Fußballclub Bayer 05 Uerdingen nelle competizioni ufficiali della stagione 1992-1993.

## Stagione
Nella stagione 1992-1993 il Bayer Uerdingen, allenato da Friedhelm Funkel, concluse il campionato di Bundesliga al 17º posto. In Coppa di Germania il Bayer Uerdingen fu eliminato al terzo turno dall'Hannover 96.

## Rosa
| N. |                      | Ruolo | Calciatore          |
| -- | -------------------- | ----- | ------------------- |
| 1  | Germania (bandiera)  | P     | Bernd Dreher        |
| 2  | Germania (bandiera)  | D     | Helmut Rahner       |
| 5  | Germania (bandiera)  | D     | Heiko Peschke       |
| 7  | Rep. Ceca (bandiera) | A     | Günter Bittengel    |
| 8  | Germania (bandiera)  | C     | Axel Jüptner        |
| 11 | Germania (bandiera)  | A     | Heiko Laeßig        |
| 17 | Germania (bandiera)  | C     | Gerd Kühn           |
|    | Germania (bandiera)  | P     | Edmund Rottler      |
|    | Russia (bandiera)    | D     | Sergey Gorlukovich  |
|    | Germania (bandiera)  | D     | Markus Kranz        |
|    | Germania (bandiera)  | D     | Alexander Kutschera |
|    | Germania (bandiera)  | D     | Stephan Paßlack     |

| N. |                     | Ruolo | Calciatore       |
| -- | ------------------- | ----- | ---------------- |
|    | Austria (bandiera)  | D     | Mario Posch      |
|    | Germania (bandiera) | C     | Dirk Bremser     |
|    | Germania (bandiera) | C     | Dirk Krümpelmann |
|    | Germania (bandiera) | C     | Stephan Küsters  |
|    | Germania (bandiera) | C     | Thomas Puschmann |
|    | Germania (bandiera) | C     | Andreas Sassen   |
|    | Germania (bandiera) | C     | Richard Walz     |
|    | Germania (bandiera) | A     | Thomas Adler     |
|    | Serbia (bandiera)   | A     | Željko Dakić     |
|    | Germania (bandiera) | A     | Markus Feldhoff  |
|    | Germania (bandiera) | A     | Marc Roch        |

## Organigramma societario
Area tecnica
- Allenatore: Friedhelm Funkel
- Allenatore in seconda:
- Preparatore dei portieri:
- Preparatori atletici:

## Calciomercato

### Sessione estiva
| Acquisti | Acquisti           | Acquisti           | Acquisti |
| R.       | Nome               | da                 | Modalità |
| -------- | ------------------ | ------------------ | -------- |
| C        | Dirk Bremser       | Duisburg           |          |
| D        | Sergey Gorlukovich | Borussia Dortmund  |          |
| D        | Markus Kranz       | Kaiserslautern     |          |
| C        | Gerd Kühn          | Bayer Uerdingen II |          |
| D        | Mario Posch        | Wacker Innsbruck   |          |

| Cessioni | Cessioni            | Cessioni          | Cessioni |
| R.       | Nome                | a                 | Modalità |
| -------- | ------------------- | ----------------- | -------- |
| D        | Torsten Chmielewski | Arminia Bielefeld |          |
| D        | Robert Holzer       | Fortuna Colonia   |          |
| C        | Daniel Timofte      | Dinamo Bucarest   |          |

### Sessione invernale
| Acquisti | Acquisti | Acquisti | Acquisti |
| R.       | Nome     | da       | Modalità |
| -------- | -------- | -------- | -------- |

| Cessioni | Cessioni         | Cessioni  | Cessioni |
| R.       | Nome             | a         | Modalità |
| -------- | ---------------- | --------- | -------- |
| A        | Uwe Hartenberger | Darmstadt |          |

## Risultati

### Bundesliga

#### Girone di andata
| Arbitro: | Haupt |

|  |           |                                |
|  | Marcatori | 21’ Thon 83’ Schupp 86’ Helmer |

| Arbitro: | Kiefer |

|          |           |               |
| Kula 21’ | Marcatori | 54’ Bittengel |

| Arbitro: | Kuhne |

|  |           |               |
|  | Marcatori | 34’, 72’ Mill |

| Arbitro: | Merk |

|  |           |                                        |
|  | Marcatori | 5’, 42’ Bremser 10’ Peschke 88’ Sassen |

| Arbitro: | Boos |

|                  |           |              |
| Hartenberger 81’ | Marcatori | 67’ Savichev |

| Arbitro: | Albrecht |

|                         |           |            |
| Harttgen 20’ Votava 87’ | Marcatori | 50’ Sassen |

| Arbitro: | Fröhlich |

|                                          |           |                               |
| Sassen 82’ (rig.) Laeßig 88’ Bremser 90’ | Marcatori | 5’ Knup 25’ Walter 86’ Strunz |

| Arbitro: | Harder |

|                         |           |  |
| Brunner 62’ Dorfner 85’ | Marcatori |  |

| Arbitro: | Heynemann |

|                 |           |             |
| Sassen 31’, 85’ | Marcatori | 90’ Kirsten |

| Arbitro: | Scheuerer |

|                                                  |           |  |
| Bender 25’ (rig.) Reich 68’ Rolff 74’ Šmarov 88’ | Marcatori |  |

| Arbitro: | Dardenne |

|                       |           |            |
| Bremser 42’ Posch 66’ | Marcatori | 6’ Dressel |

| Arbitro: | Best |

|             |           |           |
| Büskens 84’ | Marcatori | 38’ Kranz |

| Arbitro: | Schmidhuber |

|                                  |           |  |
| Hartmann 9’ Bester 13’ Bäron 22’ | Marcatori |  |

| Arbitro: | Fux |

|  |           |                                                   |
|  | Marcatori | 28’ Hotić 31’ Goldbæk 41’, 54’ Witeczek 56’ Marin |

| Arbitro: | Ziller |

|             |           |  |
| Schmitt 17’ | Marcatori |  |

| Arbitro: | Dellwing |

|                 |           |            |
| Gorlukovich 38’ | Marcatori | 68’ Jähnig |

| Arbitro: | Löwer |

|                                                            |           |  |
| Greiner 11’ Fuchs 21’, 80’ Fuchs 41’ Ordenewitz 87’ (rig.) | Marcatori |  |

#### Girone di ritorno
| Arbitro: | Theobald |

|                   |           |  |
| Labbadia 26’, 67’ | Marcatori |  |

| Arbitro: | Merk |

|            |           |             |
| Laeßig 15’ | Marcatori | 44’ Prinzen |

| Arbitro: | Aust |

|                        |           |  |
| Povlsen 19’ Sammer 46’ | Marcatori |  |

| Arbitro: | Scheuerer |

|            |           |                                      |
| Laeßig 32’ | Marcatori | 17’ Wynhoff 23’ Kastenmaier 62’ Fach |

| Arbitro: | Habermann |

|                                          |           |                                |
| Kostner 38’ (rig.) Savichev 45’ Fuhl 70’ | Marcatori | 34’ Adler 43’ Paßlack 82’ Walz |

| Arbitro: | Best |

|  |           |                |
|  | Marcatori | 35’, 87’ Rufer |

| Arbitro: | Malbranc |

|             |           |                      |
| Dubajić 31’ | Marcatori | 19’ Adler 90’ Laeßig |

| Arbitro: | Kasper |

|                               |           |              |
| Bittengel 26’ Gorlukovich 48’ | Marcatori | 17’ Eckstein |

| Arbitro: | Löwer |

|          |           |  |
| Thom 25’ | Marcatori |  |

| Arbitro: | Dellwing |

|          |           |           |
| Walz 81’ | Marcatori | 11’ Krieg |

| Arbitro: | Strampe |

|                                             |           |           |
| Kempe 12’ Aden 66’ Christians 81’ Bonan 84’ | Marcatori | 2’ Rahner |

| Arbitro: | Berg |

|                                                   |           |                           |
| Laeßig 6’, 90’ Gorlukovich 17’ Peschke 88’ (rig.) | Marcatori | 63’ Müller 72’ Sendscheid |

| Arbitro: | Kiefer |

|  |           |                |
|  | Marcatori | 15’, 74’ Bäron |

| Arbitro: | Fux |

|                      |           |            |
| Dooley 80’ Vogel 86’ | Marcatori | 11’ Laeßig |

| Arbitro: | Wiesel |

|                      |           |                                     |
| Walz 25’ Jüptner 48’ | Marcatori | 3’, 34’, 53’, 85’ Yeboah 36’ Aničić |

| Arbitro: | Osmers |

|            |           |         |
| Melzig 31’ | Marcatori | 4’ Kühn |

| Krefeld 5 giugno 1993, ore 15:30 CEST 34ª giornata | Bayer Uerdingen | 0 – 0 referto | Colonia | Grotenburg Stadion (15 800 spett.)\| Arbitro: \| Amerell \| |
| Arbitro:                                           | Amerell         |               |         |                                                             |

### Coppa di Germania
| Arbitro: | Dehmelt |

|  |           |             |
|  | Marcatori | 59’ Bremser |

| Arbitro: | Müller |

|                          |                      |                                           |
| Heun Bühner Otto Bärwolf | Tiri di rigore 2 – 4 | Klein Küsters Peschke Gorlukovich Jüptner |

| Arbitro: | Amerell |

|  |           |              |
|  | Marcatori | 59’ Daschner |

## Statistiche

### Statistiche di squadra
| Competizione      | Punti | In casa | In casa | In casa | In casa | In casa | In casa | In trasferta | In trasferta | In trasferta | In trasferta | In trasferta | In trasferta | Totale | Totale | Totale | Totale | Totale | Totale | DR  |
| Competizione      | Punti | G       | V       | N       | P       | Gf      | Gs      | G            | V            | N            | P            | Gf           | Gs           | G      | V      | N      | P      | Gf     | Gs     | DR  |
| ----------------- | ----- | ------- | ------- | ------- | ------- | ------- | ------- | ------------ | ------------ | ------------ | ------------ | ------------ | ------------ | ------ | ------ | ------ | ------ | ------ | ------ | --- |
| Bundesliga        | 22    | 17      | 4       | 6       | 7       | 20      | 34      | 17           | 2            | 4            | 11           | 15           | 35           | 34     | 6      | 10     | 18     | 35     | 69     | -34 |
| Coppa di Germania | -     | 1       | 0       | 0       | 1       | 0       | 1       | 2            | 1            | 1            | 0            | 1            | 0            | 3      | 1      | 1      | 1      | 1      | 1      | 0   |
| Totale            | 22    | 18      | 4       | 6       | 8       | 20      | 35      | 19           | 3            | 5            | 11           | 16           | 35           | 37     | 7      | 11     | 19     | 36     | 70     | -34 |

### Andamento in campionato
| Giornata  | 1  | 2  | 3  | 4  | 5  | 6  | 7  | 8  | 9  | 10 | 11 | 12 | 13 | 14 | 15 | 16 | 17 | 18 | 19 | 20 | 21 | 22 | 23 | 24 | 25 | 26 | 27 | 28 | 29 | 30 | 31 | 32 | 33 | 34 |
| --------- | -- | -- | -- | -- | -- | -- | -- | -- | -- | -- | -- | -- | -- | -- | -- | -- | -- | -- | -- | -- | -- | -- | -- | -- | -- | -- | -- | -- | -- | -- | -- | -- | -- | -- |
| Luogo     | C  | T  | C  | T  | C  | T  | C  | T  | C  | T  | C  | T  | T  | C  | T  | C  | T  | T  | C  | T  | C  | T  | C  | T  | C  | T  | C  | T  | C  | C  | T  | C  | T  | C  |
| Risultato | P  | N  | P  | V  | N  | P  | N  | P  | V  | P  | V  | N  | P  | P  | P  | N  | P  | P  | N  | P  | P  | N  | P  | V  | V  | P  | N  | P  | V  | P  | P  | P  | N  | N  |
| Posizione | 18 | 16 | 17 | 12 | 12 | 16 | 15 | 15 | 12 | 16 | 12 | 12 | 15 | 15 | 17 | 16 | 17 | 17 | 17 | 17 | 18 | 18 | 18 | 18 | 17 | 17 | 18 | 18 | 18 | 18 | 18 | 18 | 17 | 17 |

Legenda:

Luogo: C = Casa; T = Trasferta. Risultato: V = Vittoria; N = Pareggio; P = Sconfitta.

### Statistiche dei giocatori
| Giocatore       | Bundesliga | Bundesliga | Bundesliga  | Bundesliga | Coppa di Germania | Coppa di Germania | Coppa di Germania | Coppa di Germania | Totale   | Totale | Totale      | Totale     |
| Giocatore       | Presenze   | Reti       | Ammonizioni | Espulsioni | Presenze          | Reti              | Ammonizioni       | Espulsioni        | Presenze | Reti   | Ammonizioni | Espulsioni |
| --------------- | ---------- | ---------- | ----------- | ---------- | ----------------- | ----------------- | ----------------- | ----------------- | -------- | ------ | ----------- | ---------- |
| T. Adler        | 19         | 2          | 5           | 1          | 2                 | 0                 | 1                 | 0                 | 21       | 2      | 6           | 1          |
| G. Bittengel    | 19         | 2          | 1           | 0          | 1                 | 0                 | 0                 | 0                 | 20       | 2      | 1           | 0          |
| D. Bremser      | 28         | 4          | 5           | 0          | 3                 | 1                 | 0                 | 0                 | 31       | 5      | 5           | 0          |
| Ž. Dakić        | 11         | 0          | 1           | 0          | 0                 | 0                 | 0                 | 0                 | 11       | 0      | 1           | 0          |
| B. Dreher       | 34         | 0          | 2           | 0          | 3                 | 0                 | 0                 | 0                 | 37       | 0      | 2           | 0          |
| M. Feldhoff     | 5          | 0          | 0           | 0          | 0                 | 0                 | 0                 | 0                 | 5        | 0      | 0           | 0          |
| S. Gorlukovich  | 24         | 3          | 4           | 2          | 2                 | 0                 | 1                 | 0                 | 26       | 3      | 5           | 2          |
| U. Hartenberger | 3          | 1          | 1           | 0          | 3                 | 0                 | 0                 | 0                 | 6        | 1      | 1           | 0          |
| A. Jüptner      | 34         | 1          | 5           | 0          | 3                 | 0                 | 0                 | 0                 | 37       | 1      | 5           | 0          |
| M. Klein        | 11         | 0          | 3           | 0          | 3                 | 0                 | 0                 | 0                 | 14       | 0      | 3           | 0          |
| M. Kranz        | 27         | 1          | 6           | 2          | 2                 | 0                 | 0                 | 0                 | 29       | 1      | 6           | 2          |
| D. Krümpelmann  | 18         | 0          | 2           | 0          | 2                 | 0                 | 0                 | 0                 | 20       | 0      | 2           | 0          |
| A. Kutschera    | 24         | 0          | 3           | 0          | 2                 | 0                 | 0                 | 0                 | 26       | 0      | 3           | 0          |
| G. Kühn         | 18         | 1          | 2           | 0          | 0                 | 0                 | 0                 | 0                 | 18       | 1      | 2           | 0          |
| S. Küsters      | 9          | 0          | 1           | 0          | 2                 | 0                 | 0                 | 0                 | 11       | 0      | 1           | 0          |
| H. Laeßig       | 23         | 7          | 8           | 0          | 1                 | 0                 | 0                 | 0                 | 24       | 7      | 8           | 0          |
| S. Paßlack      | 25         | 1          | 5           | 0          | 2                 | 0                 | 0                 | 0                 | 27       | 1      | 5           | 0          |
| H. Peschke      | 25         | 2          | 2           | 1          | 1                 | 0                 | 0                 | 0                 | 26       | 2      | 2           | 1          |
| M. Posch        | 20         | 1          | 6           | 0          | 3                 | 0                 | 0                 | 0                 | 23       | 1      | 6           | 0          |
| T. Puschmann    | 3          | 0          | 0           | 0          | 0                 | 0                 | 0                 | 0                 | 3        | 0      | 0           | 0          |
| H. Rahner       | 22         | 1          | 11          | 0          | 2                 | 0                 | 2                 | 0                 | 24       | 1      | 13          | 0          |
| M. Roch         | 3          | 0          | 1           | 0          | 0                 | 0                 | 0                 | 0                 | 3        | 0      | 1           | 0          |
| E. Rottler      | 0          | 0          | 0           | 0          | 0                 | 0                 | 0                 | 0                 | 0        | 0      | 0           | 0          |
| A. Sassen       | 20         | 5          | 5           | 0          | 2                 | 0                 | 1                 | 0                 | 22       | 5      | 6           | 0          |
| R. Walz         | 10         | 3          | 2           | 0          | 0                 | 0                 | 0                 | 0                 | 10       | 3      | 2           | 0          |